# تپه قلاکمند بگ پاسار
تپه قلاکمند بگ پاسار (هـ - ۸۴) مربوط به دوران پیش از تاریخ ایران باستان تا دوران‌های تاریخی پس از اسلام است و در شهرستان هرسین، روستای گاماسیاب واقع شده و این اثر در تاریخ ۲۴ فروردین ۱۳۸۲ با شمارهٔ ثبت ۸۱۵۲ به‌عنوان یکی از آثار ملی ایران به ثبت رسیده است.